# Легенда (филм из 1975)
„Легенда” је југословенски кратки филм из 1975. године. Режирао га је Миленко Јовановић који је написао и сценарио.

## Улоге
| Глумац         | Улога |
| -------------- | ----- |
| Радмила Гутеша |       |
| Јанез Врховец  |       |